# Digerrojr
Digerrojr eller Digerråir i Garde socken är ett av Gotlands största gravrösen från bronsåldern. Det ligger i Alskogen ca 1,2 km nordost om gården Folkedarve. Från vägen mellan Lau och Ljugarn går en mindre skogsväg som leder in till platsen.
Röset som består av ojordad gråsten har en höjd på 4-5 m och en diameter på 35 m. I dess omkransande dubbla fotkedja ingår upp till två meter långa block och i dess inre mitt är en större grop, som enligt äldre noteringar lär vara orsakad av en skattjakt. Gropen har dock innan dess bildats av en ihopsjunken gravkammare, ett timrat vilorum som restes åt den avlidne och när detta med tiden rasade samman, uppstod den kraterlika fördjupningen.
Digerrojr byggdes enligt en sägen som ett gravmonument över Graip, en gotländsk hövding som var sonson till Tjelvar. Av den anledningen så kallas det också för Graiprs råir. Tjelvars grav består i sin tur av en skeppssättning i Boge socken. Röset ligger i yttre kanten av Gålrums fornlämningsrika område, som bland annat erbjuder en hel flotta med skeppssättningar. En av dessa sju skeppssättningar har frigjort sig från den övriga gruppen och tangerar nästan med sin främre stäv, nedre fotfästet till Griprs digra råir. Skeppen som förmodligen från början varit fler, är via fynd daterade till yngre bronsåldern. Inom Gålrum finns även ett antal mindre högar och stensättningar, samt en vikingatida bildsten.
Ett par andra liknande storrösen på Gotland är Uggarde rojr i Rone socken och Bro stajnkalm.